# Międzychód
Międzychód (in tedesco Birnbaum) è un comune urbano-rurale polacco del distretto di Międzychód, nel voivodato della Grande Polonia.
Ricopre una superficie di 307,24 km² e nel 2004 contava 18 294 abitanti.